# Esponsiano
Esponsiano (em latim: Sponsianus) foi um possível usurpador durante o reinado de Filipe, o Árabe, no Império Romano. 
Ele é conhecido através de um único áureo encontrado na Transilvânia em 1713, porém, durante o século XIX, alguns estudiosos suspeitaram que essas moedas fossem falsificações do século XVIII, porém essa suspeita não se confirmou graças a estudos recentes que confirmaram a existência de Esponsiano. 
A confirmação ocorreu um estudo publicado na revista científica PLOS ONE em 2022 confirmou que essa moeda romana é verdadeira, reforçando a evidência de que Esponsiano efetivamente tentou conquistar o trono de imperador romano, após controlar a província da Dácia, onde passou a se intitular imperador.
HISTÓRIA
Acredita-se que se tratava de um comandante militar que foi forçado a assumir o papel de imperador da província mais distante e difícil de defender do império romano, a Dácia.
Estudos arqueológicos estabeleceram que a Dácia foi isolada do resto do império romano por volta de 260 d.C. Havia uma pandemia, uma guerra civil, e o império estava se fragmentando.
Cercado por inimigos e isolado de Roma, Esponsiano provavelmente assumiu o comando supremo durante um período de caos e guerra civil, protegendo a população militar e civil da Dácia até a volta da normalidade, entre 271 e 275 d.C, de acordo com Jesper Ericsson.
"Nossa interpretação é que ele estava encarregado de manter o controle dos militares e da população civil porque eles estavam cercados e completamente isolados", afirma.
"Para criar uma economia funcional na província, eles decidiram cunhar suas próprias moedas."
Essa teoria explicaria por que as moedas são diferentes das de Roma.
"Eles podiam não saber sequer quem era o verdadeiro imperador porque havia uma guerra civil", diz Pearson.
"Mas o que eles precisavam era de um comandante militar supremo na ausência do poder real de Roma. Ele assumiu o comando em um período em que era necessário haver liderança."